# Gene Shalit
Eugene Shalit (New York City, 1926. március 25. –) amerikai újságíró, televíziós személyiség, film- és könyvkritikus, szerző. Ezeket a szerepeket az NBC Today című műsorában töltötte be 1973. január 15.-től 2010. november 11.-ig, amikor nyugdíjba vonult. Ismeretes a szójátékok gyakori használatáról, a túlméretezett bajszáról, a hajáról és a színes csokornyakkendőiről.

## Élete
1926. március 25-én született egy New York-i kórházban, nyolc nappal később megérkezett a New Jersey állambeli Newarkba, anyja társaságában. 1932-ben a család Morristownba költözött. A Morristown High Schoolban ő írta az iskolaújság humorrovatát. A Gannett ezt a rovatot "The Korn Krib"-nek nevezte. Zsidó származású.
Dick Clark ügynöke volt a hatvanas évek elején. Egy kongresszus általi nyomozás során nem képviselte többet Clarkot, emiatt ő nem szólt többet Gene-hez és "medúzának" nevezte.
Több magazinnak is írt, kezdve a Cosmopolitantől a TV Guide-on át a The New York Times-ig.
2010-ben bejelentette, hogy elhagyja a Today Show-t. Döntésével kapcsolatban annyit mondott: "most már elég". Nyugdíjba vonulása óta távol maradt a közélettől, egyszer azonban megjelent Willard Scott nyugdíjba vonulásakor 2015-ben.

## Könyvei
Több könyvet is írt, illetve szerkesztett.
- Somehow It Works; A Candid Portrait of the 1964 Presidential Election (1965)
- Laughing Matters: A Celebration of American Humor (1987). ISBN 978-0385185479
- Great Hollywood Wit (2002). ISBN 978-0312282721
- Khrushchev's Top Secret Coloring Book (2016). ISBN 978-1936404636

## Magánélete
Nancy Lewis-t vette feleségül. Karrierje nagy részében Leoniában (New Jersey) élt. Egyik gyereke Willa Shalit művész, üzletember. Másik gyereke Peter Shalit orvos. Lánya, Emily 2012 novemberében elhunyt, rákban.
2012. október 26-án összetörte az autóját, amikor elaludt a kormánynál.

## A populáris kultúrában
A SpongyaBob Kockanadrágban "Gene Scallop" ételkritikus formájában ábrázolták, akinek a hangját szolgáltatta.
A Family Guyban többször parodizálták.
A The Critic című rajzfilmsorozat három epizódjában is megszólaltatta animált verzióját.
Egy Muppet, akit róla mintáztak, megjelent a Muppet Show egyik epizódjában.
A Saturday Night Live-ban Horatio Sanz alakította.
A Second City Television sorozatban Eugene Levy játszotta Shalit szerepét.